# Гідроочищення
Гідроочищення — процес у нафтохімії. Гідроочищення застосовується для десульфурації нафтових фракцій і їхньої стабілізації (зниження вмісту ненасичених вуглеводнів). Це, головним чином, широкі фракції, які використовуються для каталітичного крекінгу і платформінгу, а також мастильної фракції низької якості, після легкого гідрування з яких можуть бути отримані високоякісні мастила. Мета процесу — видалення з нафтових фракцій, які містять сірчисті й азотисті сполуки, небажаних компонентів, що можуть або отруювати каталізатори, або погіршувати якість товарних нафтопродуктів. Як каталізатори застосовують оксиди або сульфіди нікелю, кобальту, молібдену. Температура процесу — 380-420 °C, тиск — 3-7 МПа.